# Čertouská
Čertouská je ulice v Hloubětíně na Praze 14, která spojuje ulici Klánovickou a V Chaloupkách. Protíná ji ulice Vaňkova a s ní i cyklotrasa A26. Podle mapy na geoportalpraha.cz patří k Čertouské i slepý úsek na jihovýchod od ulice V Chaloupkách

## Historie a názvy
Nazvána je podle vesnice Čertousy, které se v roce 1933 staly součástí Horních Počernic a celek byl v roce 1974 připojen k hlavnímu městu Praze. Ulice vznikla a byla pojmenována v roce 1930. V době nacistické okupace v letech 1940–1945 se německy nazývala Tschertauser Straße.

## Zástavba a charakter ulice
Severní úsek ulice mezi Klánovickou a Vaňkovou je široký, jízdní pruhy jsou od sebe odděleny travnatým pásem lemovaným stromy. Zástavbu tvoří rodinné domy se zahradami. Směrem na sever na ulici mezi výškovými domy čp. 591 a 596 navazuje chodník se zeleným pásem uprostřed, na jehož konci je průchod na ústřední hloubětínské veřejné prostranství (bývalé Vetiškovo náměstí).

### Literatura

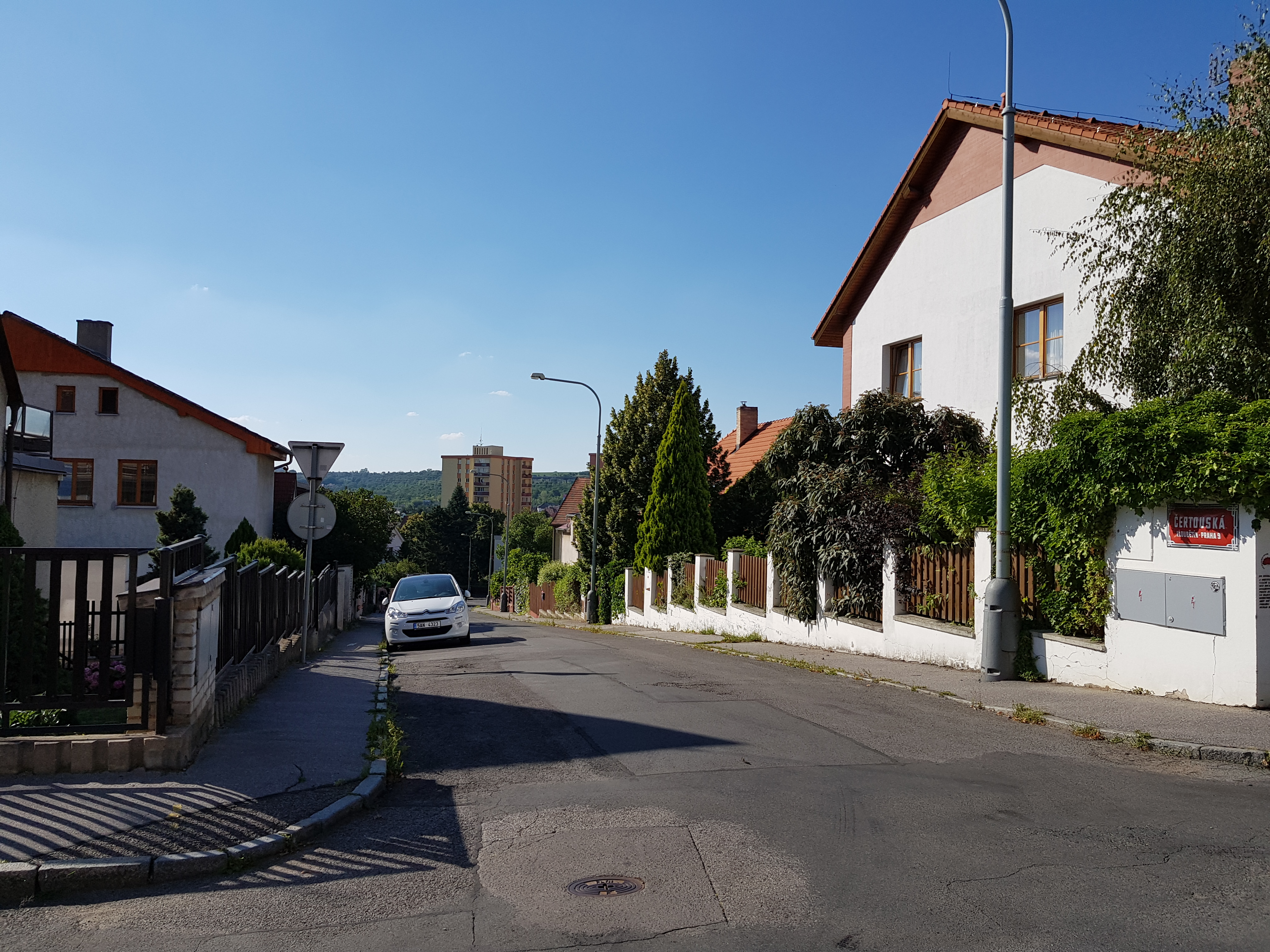
Pohled od ulice Vaňkova směrem na sever